# Bushat
Bushat è una frazione del comune di Vau i Dejës in Albania (prefettura di Scutari).
Fino alla riforma amministrativa del 2015 era comune autonomo, dopo la riforma è stato accorpato, insieme agli ex-comuni di Hajmel, Shllak, Temal e Vig Mnelë a costituire la municipalità di Vau i Dejës.

## Località
Il comune era formato dall'insieme delle seguenti località:
- Bushat
- Shkjezë
- Plezhë
- Kosmaç
- Stajkë
- Ashtë
- Rranxë
- Fshat i Ri
- Mali i Jushit
- Melgushë
- Barbullush
- Hotën
- Kukël
- Mjedë